# انشقاق البطن الخلقي
انشقاق البطن الخلقي (بالإنجليزية: Gastroschisis)‏ هو عيب خلقي، تتمدد فيه امعاء الأطفال خارج الجسم خلال فجوة بالقرب من سرة البطن  ويتغير حجم هذه الفجوة كما هو الحال لبعض أعضاء الجسم كالكبد والمعدة. ويمكن ان تشمل المضاعفات مشاكل في التغذية وابتسار (خداج) ورتق معوي أو تأخر في النمو داخل الرحم 
السبب غير معروف عادة. تكون المعدلات أعلى في الأطفال الذين يولدون لأمهات يدخن أو يشربن الكحول أو يقل سنهن عن 20 عامًا. الموجات فوق الصوتية أثناء الحمل قد تجعل التشخيص. على خلاف ذلك يحدث التشخيص عند الولادة. وهو يختلف عن الفتق السري في أنه لا يوجد غشاء يغطي على الأمعاء.
ويتضمن العلاج جراحة يتم اجراؤها مباشرة بعد الولادة حيث يتم تغطية عيوب كبيرة في الاعضاء المكشوفة والتي تحركت ببطء نحو تجويف البطن وهذا يصيب حوالي أربعة من بين كل عشرة الاف طفل حديث الولادة. ونجد بان سرعة الإصابة بهذه الحالة في تزايد 

## العلامات والاعراض
لا توجد علامات أثناء الحمل. حوالي ستون في المئة من الرضع المصابين بانشقاق البطن يولدون قبل الأوان. عند الولادة، يكون لدى الطفل ثقب صغير نسبيا (<4 سم) في جدار البطن، عادة على يمين زر البطن. عادة ما تكون بعض الأمعاء خارج الجسم، مروراً بهذا الافتتاح. في حالات نادرة، قد يأتي الكبد والمعدة أيضًا عبر جدار البطن. بعد الولادة تتعرض هذه الأعضاء مباشرة للهواء.

## الأسباب
يعد سبب انشقاق البطن الخلقي غير معروف. قد تكون هناك أسباب وراثية في بعض الحالات، وقد تكون هناك عوامل بيئية تتعرض لها الأم أثناء الحمل.
تشمل عوامل الخطر الأم كونها صغيرة، واستخدام الكحول أو التبغ.

## الفيزيولوجيا المرضية
خلال الأسبوع الرابع من التطور الجنيني البشري، تجتمع طيات جدار الجنين الجانبي في منتصف خط الوسط وتنسجم معًا لتشكل جدار الجسم الأمامي. ومع ذلك، في انشقاق البطن وغيرها من العيوب جدار الجسم الأمامي، وهذا لا يحدث من جانب واحد أو كليهما من طيات جدار الجسد الجانبية لا تتحرك بشكل صحيح للقاء مع الآخرين والدمج معا. وينتج عن هذا الانصهار غير المكتمل وجود خلل يسمح لأعضاء البطن بالبروز من خلال جدار البطن، وعادة ما تنفتق الأمعاء عبر عضلة البطن المستقيمة، التي تقع على يمين السرة. إن القوى المسؤولة عن حركة طيات جدار الجسم الجانبية غير مفهومة بشكل جيد، وفهم أفضل لهذه القوى سيساعد على تفسير سبب حدوث المرض في الغالب على يمين السرة، بينما تحدث عيوب جدار جسم بطني أخرى في خط الوسط.
تم اقتراح ست فرضيات على الأقل للفيزيولوجيا المرضية:
فشل تشكيل الأديم المتوسط في جدار الجسم 
تمزق السلى حول الحلقة السرية مع فتق لاحق من الأمعاء 
انحلال غير طبيعي للوريد السري الأيمن يؤدي إلى إضعاف جدار الجسم وفتق القناة الهضمية 
اضطراب الشريان الأيمن (الكيس المحي) مع تلف جدار الجسم اللاحق وفتق القناة الهضمية 
الطي غير الطبيعي لجدار الجسم يؤدي إلى خلل في جدار الجسد البطني من خلاله يخترق القناة الهضمية 
الفشل في دمج الكيس المحي والمنشآت ذات الصلة في الكيس المحي 
الفرضية الأولى لا تشرح لماذا يحدث عيب الأديم المتوسط في مثل هذه المنطقة الصغيرة المحددة. الفرضية الثانية لا تفسر النسبة المنخفضة من الشذوذ المصاحب مقارنة مع الفتق السري. انتُقِدت الفرضية الثالثة بسبب عدم وجود تكملة وعائية لجدار البطن الأمامي عن طريق الوريد السري. كانت الفرضية الرابعة مقبولة بشكل عام، ولكن تبين لاحقًا أن الشريان الحميمي الصحيح (الشريان السباتي الأيمن) لم يزود جدار البطن الأمامي في هذه المنطقة. هناك حاجة إلى مزيد من الأدلة لدعم الفرضية الخامسة.

## التشخيص
في العالم المتقدم، يتم التعرف على حوالي 90 ٪ من الحالات خلال شاشات الموجات فوق الصوتية العادية، عادة في الثلث الثاني من الحمل.
يتميّز عن عيوب جدار جسم بطني أخرى مثل الفتق السري، لا يوجد كيس مفرط أو الصفاق، وعادة ما يكون العيب أصغر بكثير في انشقاق البطن 

## العلاج
انشقاق البطن يتطلب العلاج الجراحي لإرجاع الأمعاء المعرضة إلى تجويف البطن وإغلاق ثقب في البطن. أحيانًا يتم إجراء ذلك على الفور، ولكن في كثير من الأحيان يتم تغطية الأعضاء المكشوفة برقائق معقمة، وفي وقت لاحق فقط يتم إجراء الجراحة. يحتاج المواليد المتأثرون في كثير من الأحيان إلى أكثر من جراحة، حيث يمكن إغلاق حوالي 10٪ فقط من الحالات في عملية جراحية واحدة.: 1141-1142
ونظراً للحاجة الملحة لإجراء عملية جراحية بعد الولادة، فمن المستحسن حدوث الولادة في مرفق مجهز لرعاية هؤلاء الأطفال حديثي الولادة الذين يشكلون خطورة كبيرة، حيث قد تؤدي عمليات النقل إلى المرافق الأخرى إلى زيادة مخاطر النتائج السلبية. لا يوجد دليل على أن الولادات القيصرية تؤدي إلى نتائج أفضل للأطفال الرضع المصابين بانشقاق البطن، لذا لا يُنظر إلى الولادة القيصرية إلا إذا كانت هناك مؤشرات أخرى.
السبب الرئيسي لفترات الشفاء الطويلة هو الوقت الذي يستغرقه عودة وظائف الأمعاء إلى الوضع الطبيعي. بعد الجراحة يتم تغذية الرضع عن طريق السوائل الوريدية وتدخل بالتدريج للتغذية الطبيعية.

## التنبؤ بسير المرض
إذا تركت دون علاج، فانها قاتلة للرضيع؛ ومع ذلك، في ظروف ملائمة، يكون معدل البقاء للرضع المعالجين 90٪.
ترتبط معظم مخاطر انشقاق البطن مع انخفاض وظيفة الأمعاء. في بعض الأحيان يكون ضعف تدفق الدم إلى الأعضاء المعرضة للخلل أو قد يكون أقل من الكمية المعتادة من الأمعاء. هذا قد يضع الرضع في خطر لظروف خطرة أخرى مثل التهاب الأمعاء والقولون الناخر. أيضا، لأن الأمعاء تتعرض لها، الرضع الذين يعانون من انشقاق البطن معرضون بشكل متزايد للعدوى، ويجب مراقبتها عن كثب.

## علم الأوبئة
اعتبارا من عام 2015 كان معدل الإصابة في جميع أنحاء العالم حوالي 2 إلى 5 لكل 000 10 مولود حي، ويبدو أن هذا العدد آخذ في الازدياد.
واعتبارًا من عام 2017، تقدر مراكز السيطرة على الأمراض أن حوالي 1,871 مولودًا يولدون كل عام في الولايات المتحدة مصابون بانشقاق البطن 